# Géniteur
Un géniteur ou une génitrice définit :
- la personne (femme ou homme) biologiquement à l'origine d'une descendance.
- l'auteur, le concepteur d'une œuvre de l'esprit
- un animal reproducteur

En aquaculture, un stock de géniteurs est un groupe d'individus d'une espèce d'élevage, ayant atteint la maturité sexuelle, qui est conservé séparément à des fins de reproduction et d'amélioration.
On entretient des stocks de géniteurs pour différents motifs :
- fournir des œufs et des alevins dans un environnement maîtrisé de manière à ne plus être tributaire des prises d'alevins par la pêche pour le peuplement des élevages aquacoles,
- produire des souches indemnes de maladies à partir desquelles on puisse élever les génération'pour pouvoir les'sucersuivantes,
- sélectionner des lignées pour tenter de produire des races résistantes aux maladies qui peuvent affecter l'espèce à l'état sauvage.

Les stocks de géniteurs sont fréquents dans l'élevage des saumons et des crevettes.